# 58e législature du Nouveau-Brunswick

La 58e législature du Nouveau-Brunswick a été élue lors de la 58e élection générale, le 22 septembre 2014.

## Députés

### Légende
- Les caractères gras indiquent un membre du conseil exécutif.
- Les caractères en italique indiquent les chefs de parti.

|  | Progressiste-conservateur |
|  | Libéral                   |
|  | Vert                      |
|  | Vacant                    |

### Composition
|  | Nom                                                     | Parti                     | Circonscription                       |
|  | ------------------------------------------------------- | ------------------------- | ------------------------------------- |
|  | Brian Keirstead                                         | Progressiste-conservateur | Albert                                |
|  | Lisa Harris                                             | Libéral                   | Baie-de-Miramichi—Neguac              |
|  | Brian Gallant                                           | Libéral                   | Baie-de-Shédiac—Dieppe                |
|  | Denis Landry                                            | Libéral                   | Bathurst-Est-Nepisiguit-Saint-Isidore |
|  | Brian Kenny                                             | Libéral                   | Bathurst-Ouest-Beresford              |
|  | Donald Arseneault                                       | Libéral                   | Campbellton-Dalhousie                 |
|  | Hédard Albert                                           | Libéral                   | Caraquet                              |
|  | David Alward (2014-2015) Stewart Fairgrieve (2015-2018) | Progressiste-conservateur | Carleton                              |
|  | Andrew Harvey                                           | Libéral                   | Carleton-Victoria                     |
|  | Carl Urquhart                                           | Progressiste-conservateur | Carleton-York                         |
|  | John Ames                                               | Libéral                   | Charlotte-Campobello                  |
|  | Roger Melanson                                          | Libéral                   | Dieppe                                |
|  | Madeleine Dubé                                          | Progressiste-conservateur | Edmundston—Madawaska-Centre           |
|  | Pam Lynch                                               | Progressiste-conservateur | Fredericton-Grand Lac                 |
|  | Stephen Horsman                                         | Libéral                   | Fredericton-Nord                      |
|  | Brian Macdonald                                         | Progressiste-conservateur | Fredericton-Ouest—Hanwell             |
|  | David Coon                                              | Vert                      | Fredericton-Sud                       |
|  | Kirk MacDonald                                          | Progressiste-conservateur | Fredericton-York                      |
|  | Rick Doucet                                             | Libéral                   | Fundy–Les-Îles–Saint-Jean-Ouest       |
|  | Ross Wetmore                                            | Progressiste-conservateur | Gagetown-Petitcodiac                  |
|  | Gary Crossman                                           | Progressiste-conservateur | Hampton                               |
|  | Bertrand LeBlanc                                        | Libéral                   | Kent-Nord                             |
|  | Benoît Bourque                                          | Libéral                   | Kent-Sud                              |
|  | Bill Oliver                                             | Progressiste-conservateur | Kings-Centre                          |
|  | Francine Landry                                         | Libéral                   | Madawaska—Les-Lacs—Edmundston         |
|  | Bernard LeBlanc                                         | Libéral                   | Memramcook-Tantramar                  |
|  | Bill Fraser                                             | Libéral                   | Miramichi                             |
|  | Jake Stewart                                            | Progressiste-conservateur | Miramichi-Sud-Ouest-Baie du Vin       |
|  | Chris Collins                                           | Libéral                   | Moncton-Centre                        |
|  | Monique LeBlanc                                         | Libéral                   | Moncton-Est                           |
|  | Ernie Steeves                                           | Progressiste-conservateur | Moncton-Nord-Ouest                    |
|  | Cathy Rogers                                            | Libéral                   | Moncton-Sud                           |
|  | Sherry Wilson                                           | Progressiste-conservateur | Moncton-Sud-Ouest                     |
|  | Jeff Carr                                               | Progressiste-conservateur | New Maryland—Sunbury                  |
|  | Jody Carr                                               | Progressiste-conservateur | Oromocto-Lincoln                      |
|  | Trevor Holder                                           | Progressiste-conservateur | Portland-Simonds                      |
|  | Blaine Higgs                                            | Progressiste-conservateur | Quispamsis                            |
|  | Daniel Guitard                                          | Libéral                   | Restigouche-Chaleur                   |
|  | Gilles LePage                                           | Libéral                   | Restigouche-Ouest                     |
|  | Bruce Fitch                                             | Progressiste-conservateur | Riverview                             |
|  | Hugh j. Ted Flemming                                    | Progressiste-conservateur | Rothesay                              |
|  | Glen Savoie                                             | Progressiste-conservateur | Saint-Jean-Est                        |
|  | Ed Doherty                                              | Libéral                   | Saint-Jean-Havre                      |
|  | Dorothy Shephard                                        | Progressiste-conservateur | Saint-Jean-Lancaster                  |
|  | Victor Boudreau                                         | Libéral                   | Shédiac—Beaubassin—Cap-Pelé           |
|  | Wilfred Roussel                                         | Libéral                   | Shippagan—Lamèque—Miscou              |
|  | Bruce Northrup                                          | Progressiste-conservateur | Sussex—Fundy—St. Martins              |
|  | Serge Rousselle                                         | Libéral                   | Tracadie-Sheila                       |
|  | Chuck Chiasson                                          | Libéral                   | Victoria-La Vallée                    |

## Modifications à la députation
| Date             | Nom          | Circonscription | Parti                     | Parti                     | Notes                                                                             |
| ---------------- | ------------ | --------------- | ------------------------- | ------------------------- | --------------------------------------------------------------------------------- |
| 14 octobre 2014  | Gary Keating | Saint-Jean-Est  | Libéral                   | Libéral                   | Se retire de la vie politique                                                     |
| 17 novembre 2014 | Glen Savoie  | Saint-Jean-Est  | Progressiste-conservateur | Progressiste-conservateur | Élu lors de l'élection partielle                                                  |
| 22 mai 2015      | David Alward | Carleton        | Progressiste-conservateur | Progressiste-conservateur | Se retire de la vie politique après avoir nommé consul général du Canada à Boston |